# Janez Pate
Janez Pate (Ljubljana, 6 oktober 1965) is een voormalig profvoetballer uit Slovenië. Hij speelde als aanvallende middenvelder bij onder meer Olimpija Ljubljana en NK Primorje Ajdovščina. Na zijn actieve loopbaan stapte hij het trainersvak in.

## Interlandcarrière
Onder leiding van bondscoach Bojan Prašnikar maakte Pate zijn debuut voor het Sloveens voetbalelftal op 18 november 1992 in de vriendschappelijke interland tegen Cyprus (1-1). Hij moest in dat duel na 45 minuten plaatsmaken voor Aleš Čeh. Hij speelde in totaal zes interlands, en scoorde drie keer voor zijn vaderland.
| Interlanddoelpunten | Interlanddoelpunten | Interlanddoelpunten | Interlanddoelpunten  | Interlanddoelpunten | Interlanddoelpunten | Interlanddoelpunten | Interlanddoelpunten |
| №                   | Datum               | Locatie             | Wedstrijd            | Goal(s)             | Score               | Uitslag             | Competitie          |
| ------------------- | ------------------- | ------------------- | -------------------- | ------------------- | ------------------- | ------------------- | ------------------- |
| 1                   | 13 oktober 1993     | Kranj               | Slovenië – Macedonië | 40'                 | 1 – 2               | 1 – 4               | Oefeninterland      |
| 2                   | 27 april 1994       | Maribor             | Slovenië – Cyprus    | 44'                 | 1 – 0               | 3 – 0               | Oefeninterland      |
| 3                   | 27 april 1994       | Maribor             | Slovenië – Cyprus    | 82'                 | 3 – 0               | 3 – 0               | Oefeninterland      |